# Nationale parken in Vlaanderen
Nationale parken in Vlaanderen zijn vier door de Vlaamse overheid erkende, geografisch afgebakende natuurgebieden.

## Ontstaan

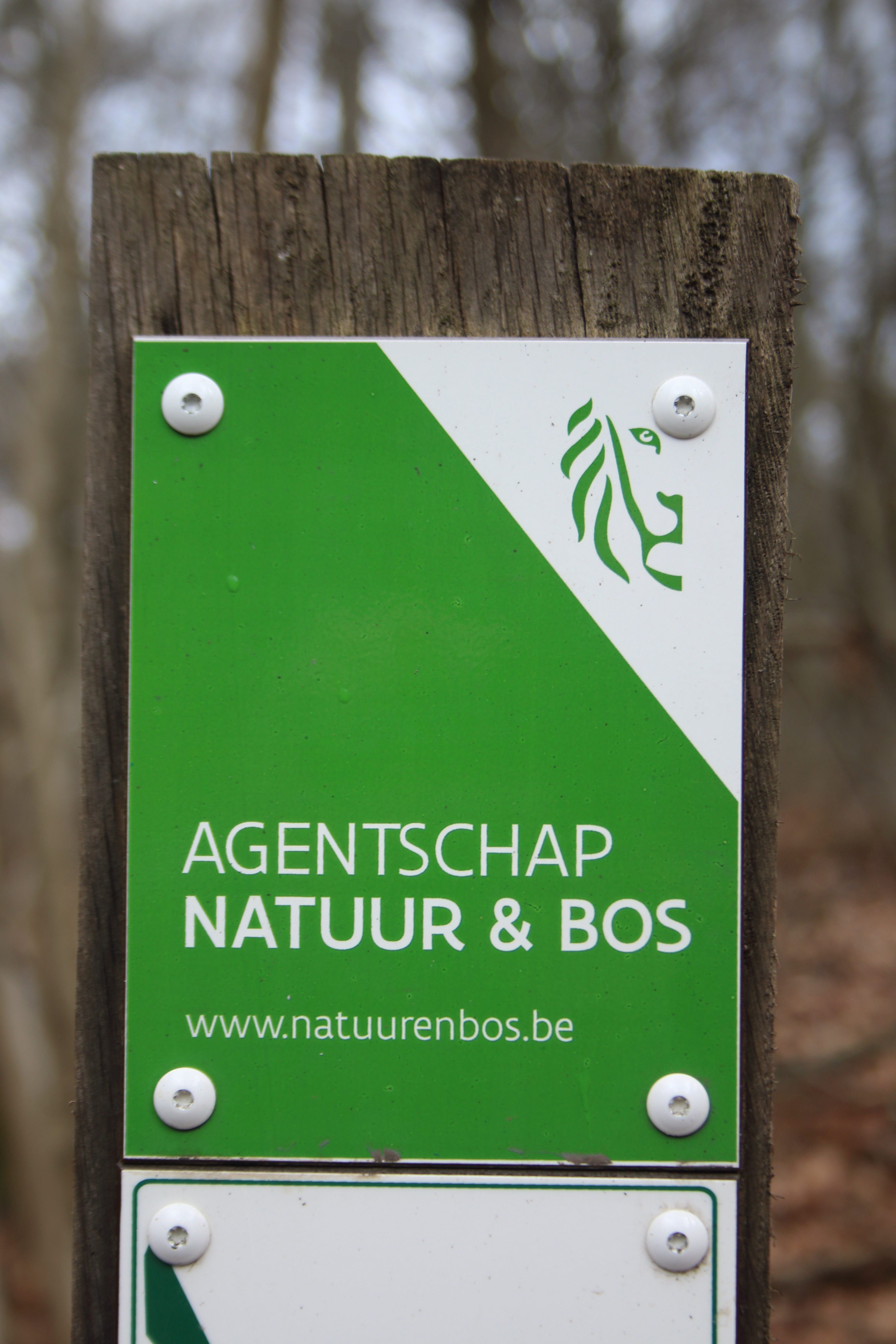
Agentschap voor Natuur en Bos

Het concept van een nationaal park is in de Verenigde Staten van Amerika ontstaan. Een nationaal park kreeg in dat land de betekenis van een vrij groot, door de overheid beschermd en afgebakend gebied, bedoeld om recreanten te laten genieten van de wilde natuur. Wereldwijd volgden honderden parken het Amerikaanse initiatief, de eerste Europese parken in 1909 werden in Zweden gesticht. Tot 1980 waren de nationale parken in België een federale bevoegdheid. Maar door de staatshervorming in 1980 werden natuur- en bosbeheer een Vlaamse bevoegdheid. Zo ontstond binnen het ministerie van de Vlaamse Gemeenschap op 1 april 2006 het Agentschap voor Natuur en Bos.
Het Grenspark De Zoom-Kalmthoutse Heide is sinds 2001 een grensoverschrijdend natuurgebied met Nederland. Maar enkel in Nederland heeft het Grenspark de status van nationaal park.

### Nieuwe nationale parken
In het regeerakkoord uitte de regering-Jambon de ambitie om in de legislatuur 2019-2024 vier nieuwe nationale parken op te richten in Vlaanderen. De definitieve keuze zou gemaakt worden in 2023. In 2021 kondigden de ministers Zuhal Demir en Matthias Diependaele aan dat het Vlaams Gewest op zoek gaat naar kandidaten voor vier nieuwe nationale parken. Na een eerste selectie bleven in 2022 zes kandidaten over: 
- Scheldevallei (Kalkense Meersen, Durmevallei e.a.)
- Kalmthoutse Heide (deel van Grenspark Kalmthoutse Heide)
- Nationaal Park Hoge Kempen
- Bosland
- Taxandria (Turnhouts Vennengebied, Landschap De Liereman e.a.)
- Brabantse Wouden (Hallerbos, Zoniënwoud, Meerdaalwoud e.a.)

Uiteindelijk dienden vijf gebieden in mei 2023 een dossier in (Kalmthoutse Heide diende geen aanvraag in). Een jury zal tegen najaar 2023 maximaal drie nieuwe Nationale Parken voorleggen aan de Vlaamse Regering.
In oktober 2023 werden uiteindelijk vier nationale parken gecreëerd: Nationaal Park Bosland, Nationaal Park Brabantse Wouden, (herbevestiging van het al bestaande) Nationaal Park Hoge Kempen en Nationaal Park Scheldevallei. 
| Naam park                       | Provincie                  | Opgericht               | Foto                            |
| ------------------------------- | -------------------------- | ----------------------- | ------------------------------- |
| Nationaal Park Hoge Kempen      | Limburg                    | 2006, herbevestigd 2023 | Nationaal Park Hoge Kempen      |
| Nationaal Park Brabantse Wouden | Vlaams-Brabant             | 2023                    | Nationaal Park Brabantse Wouden |
| Nationaal Park Scheldevallei    | Antwerpen, Oost-Vlaanderen | 2023                    | Nationaal Park Scheldevallei    |
| Nationaal Park Bosland          | Limburg                    | 2023                    | Nationaal Park Bosland          |

## Nationaal Park Hoge Kempen

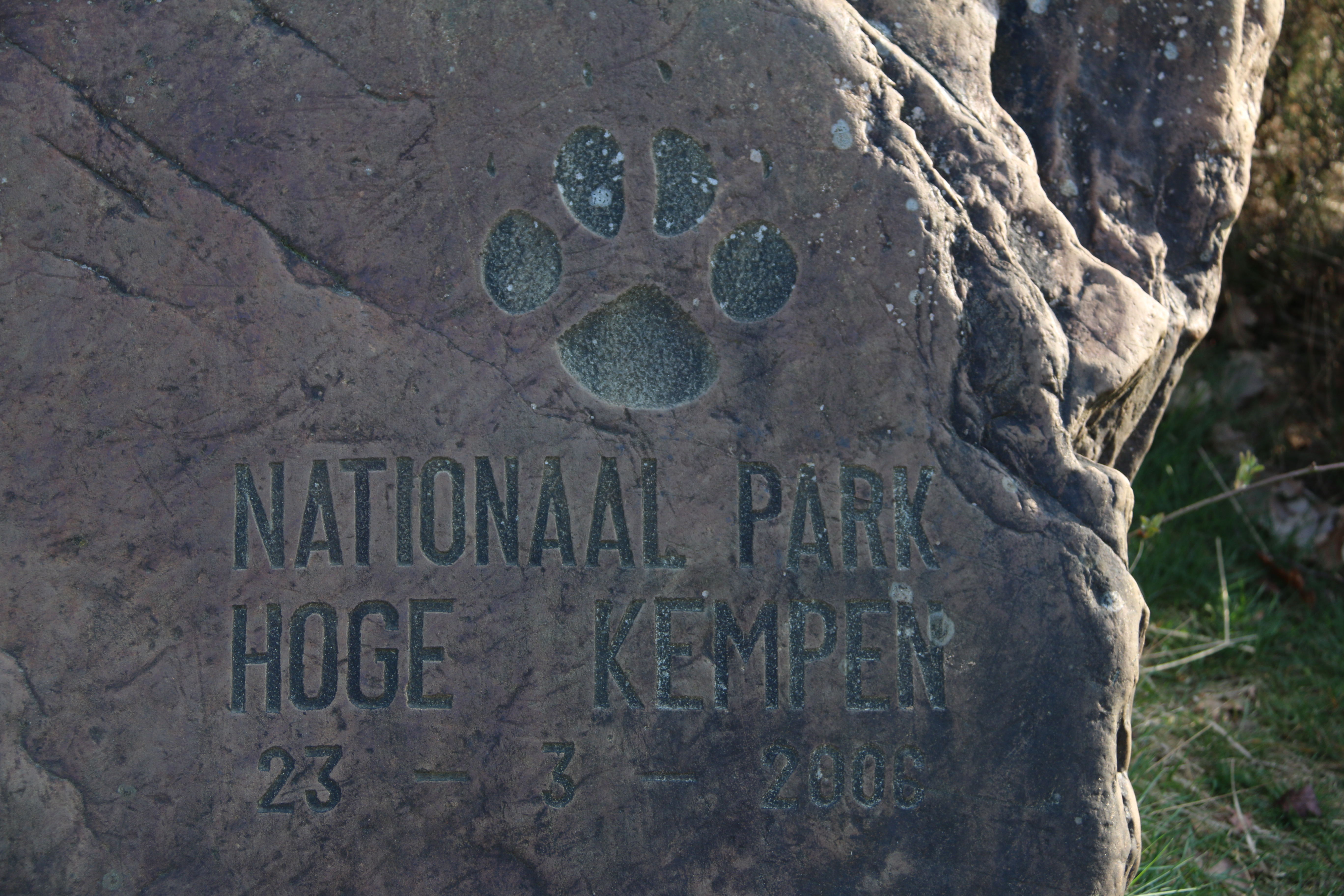

In 1998 gaf de Vlaamse regering opdracht aan het Regionaal Landschap Kempen en Maasland voor het opzetten van het Nationaal Park Hoge Kempen in de provincie Limburg. Het park werd officieel geopend op 26 maart 2006 en was het eerste natuurgebied in Vlaanderen die de titel van 'Nationaal Park' kreeg. Als geheel omvat het park een gebied van 12 742 hectare van voornamelijk bos- en heidegebieden in de gemeenten As, Bilzen, Bree, Dilsen-Stokkem, Genk, Lanaken, Maaseik, Maasmechelen, Oudsbergen en Zutendaal. Bij de creatie van de nationale parken in 2023 werd het Nationaal Park Hoge Kempen herbevestigd.